# Peter Lötscher
Peter Lötscher (* 4. Februar 1941 in Basel; † 24. Oktober 2017) war ein Schweizer Degenfechter.

## Karriere
Peter Lötscher gewann 1970 in Ankara mit der Mannschaft die Bronzemedaille bei den Weltmeisterschaften. Zweimal nahm er an Olympischen Spielen teil: 1968 belegte er in Mexiko-Stadt den siebten Rang im Einzel, während er mit der Mannschaft in der ersten Runde ausschied. Bei den Olympischen Spielen 1972 in München gewann er im Mannschaftswettbewerb zusammen mit Daniel Giger, François Suchanecki, Christian Kauter und Guy Evéquoz die Silbermedaille. Im Einzel kam er nicht über die Viertelfinalrunde hinaus. Lötscher gewann zweimal die Schweizer Meisterschaften mit dem Degen.